# Jumada I
Jumada al-ula in arabo جمادى الأولى‎?, jumādā al-ūlā, "terra disseccata prima" - o, nella sua forma maschile jumādā al-awwal "terra disseccata, primo (mese)") - è il quinto mese del calendario islamico. Segue rabīʿ al-thānī e precede jumādā al-ākhira.
I due mesi con il nome di jumādā, il cui nome fa allusione al terreno secco e inaridito, dovevano probabilmente essere un tempo mesi estivi, caratterizzati da grande siccità.

## Avvenimenti e ricorrenze
- Il 15 jumādā al-ūlā 38 dell'Egira /658) nacque il quarto imam sciita, Ali ibn al-Husayn (Zayn al-ʿĀbidīn).